# Thomas Mutsch

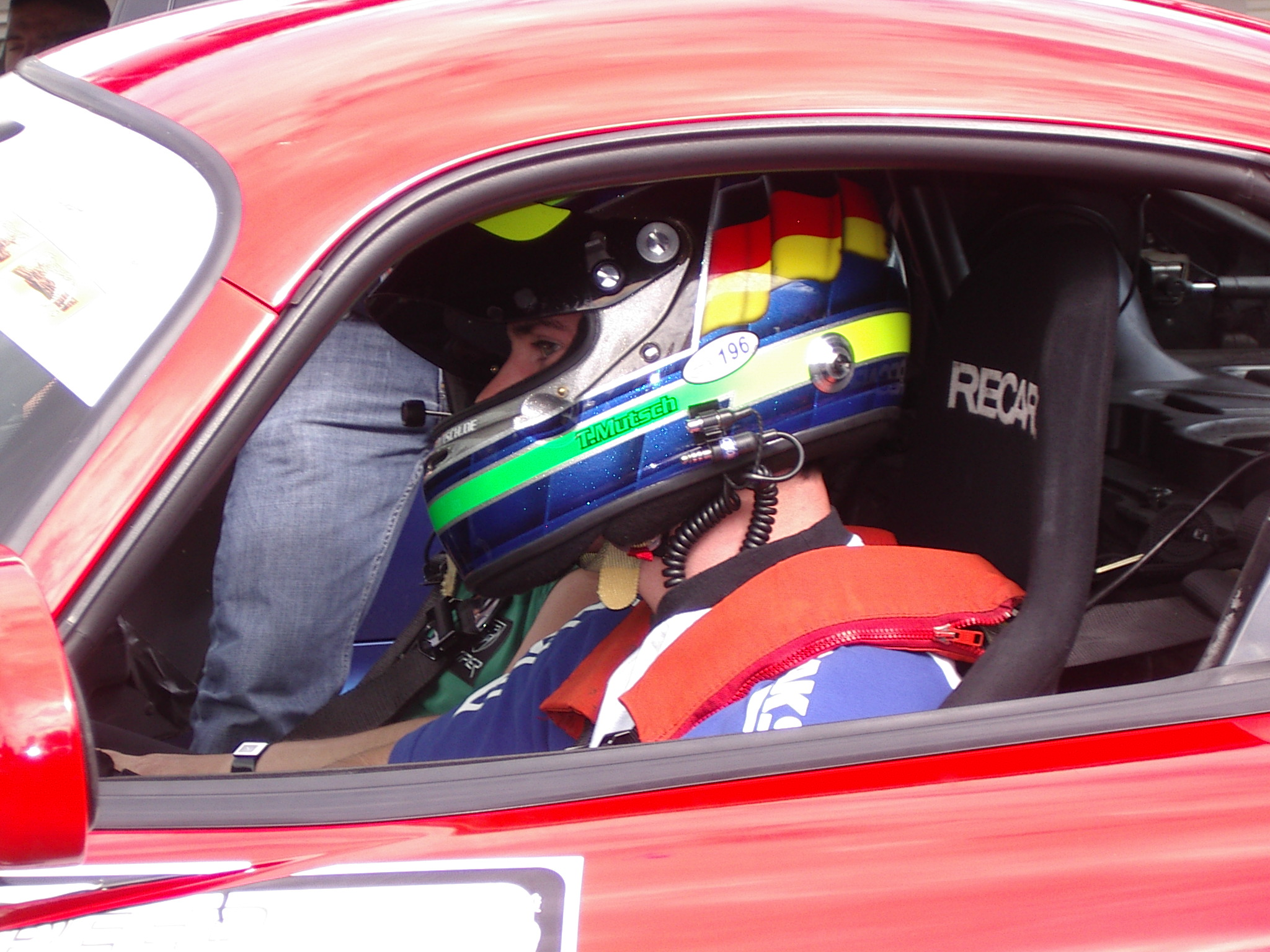
Thomas Mutsch als Fahrer einer Viper im Rahmen der Publikumsfahrten am Nürburgring 2007.

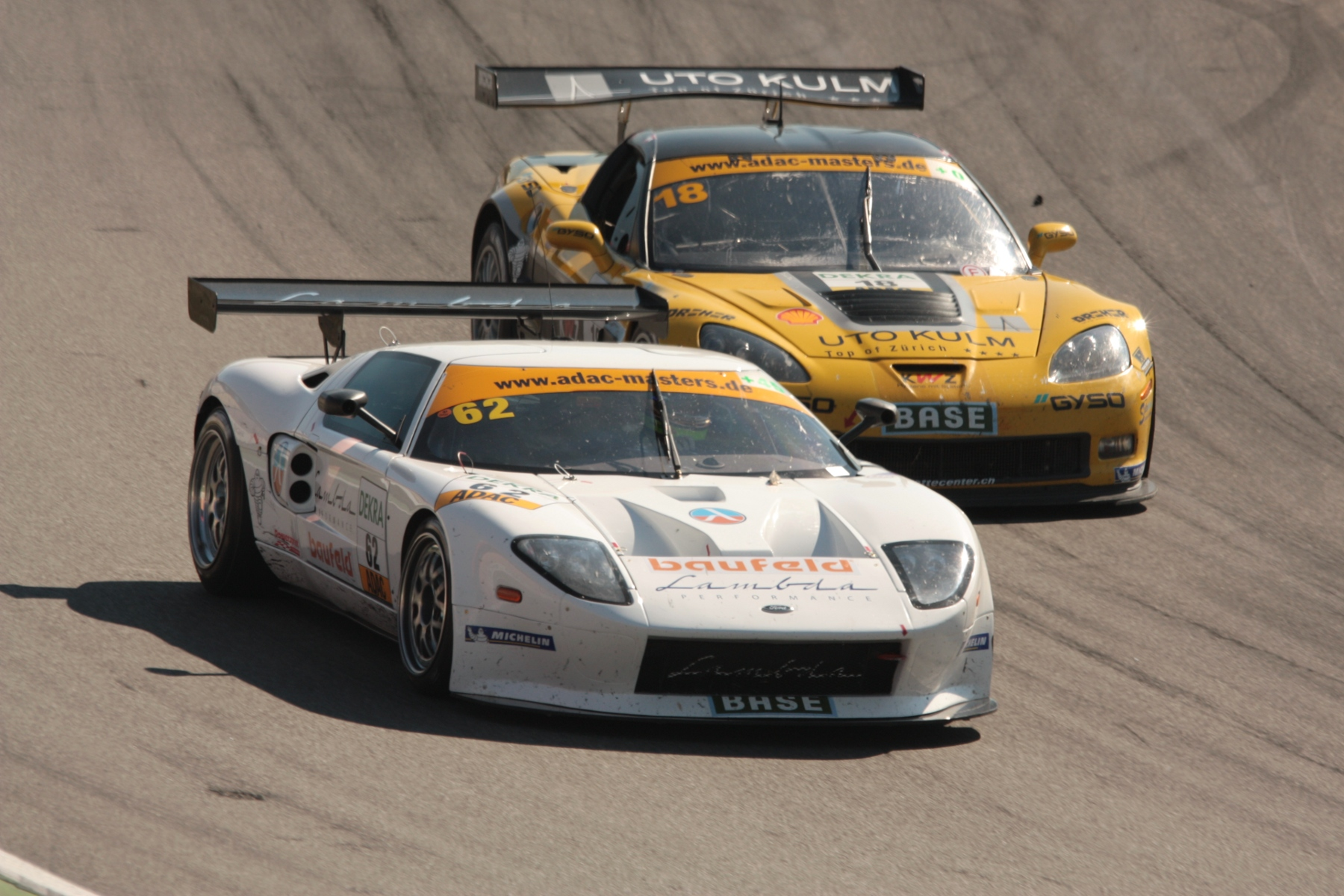
Mutsch 2011 im weißen Ford GT im Kampf mit einem Kontrahenten

Thomas Mutsch (* 2. April 1979 in Trier) ist ein deutscher Rennfahrer. Er ist der Sohn eines Speditionsunternehmers und hat selbst eine Ausbildung als Speditionskaufmann absolviert.

## Karriere
Seine Karriere als Rennfahrer begann er als Kart-Fahrer des Eifel-Motor-Sportclubs (EMSC) Bitburg, dem er bis heute angehört.
Sein erster Erfolg war 1993 ein dritter Platz bei den ADAC-Pop-Kart-Meisterschaften. 1995 errang er den 2. Platz bei der Formel Renault 1800. 1996 wurde er dann 8. der Formel Renault 2000. Im nächsten Jahr beendete er die Saison als Zweiter. Von 1998 bis 2000 nahm er an der Internationalen Deutschen Formel-3-Meisterschaft teil.
2007 nahm er an der neu gegründeten FIA-GT3-Europameisterschaft teil, einer Motorsportrennserie für Gran-Turismo-Fahrzeuge. In diesem Jahr war Thomas Mutsch sowohl Fahrer als auch Einsatzleiter des Teams Matech Competition. Sein Teamkollege 2007 war Kenneth Heyer, der Sohn von Hans Heyer. Im Folgejahr gewann er zusammen mit seinen Fahrerkollegen Jürgen von Gartzen sowie Georg Nolte die Teamwertung. 2009 entwickelte Thomas Mutsch einen GT1-Sportwagen-Prototypen auf Basis des Ford GT und wurde Geschäftsführer des Tuners und Teams Matech Competition. Mit diesem Team nahm Mutsch dann im Jahr 2010 an der FIA-GT1-Weltmeisterschaft teil. In dieser Saison konnte Thomas Mutsch zusammen mit Formel-1-Pilot Romain Grosjean auf dem Ford GT in der FIA-GT1-Meisterschaft bereits das Auftaktrennen (Meisterschaftsrennen) auf dem Yas Marina Circuit in Abu Dhabi gewinnen, im Qualifikationsrennen belegten beide Platz 2. Darüber hinaus folgten beim dritten Lauf der Meisterschaft auf dem Automotodrom Brno erneut ein Sieg beim Meisterschaftsrennen. Nachdem Grosjean nach Querelen das Team Matech Competition verlassen hatte, war sein Teamkollege der Engländer Richard Westbrook. Mit diesem konnte er drei zweite Plätze sowie einen dritten Platz feiern.
Am Ende der Saison 2010 sicherte sich Thomas Mutsch, trotz des Wechsels des Teamkollege im Laufe der Saison, die Vizeweltmeisterschaft. Zur Ehre durfte er sich ins Goldene Buch seiner Heimatstadt Bitburg eintragen.
Nachdem sich Ende 2010 das Team Matech Competition vom Rennsport zurückgezogen hatte, stand Thomas Mutsch ohne Cockpit da. Als eine Rückkehr in die elterliche Spedition fast beschlossen war, meldete sich Volkswagen Motorsport-Direktor Kris Nissen bei ihm. Im Rahmen des Jubiläums „GTI Edition 35“ sollten drei VW Golf24 am 24-Stunden-Rennen auf der Nordschleife Nürburgring teilnehmen. Thomas Mutsch sollte aufgrund seiner Erfahrungen wesentlich an der Entwicklung des 440 PS starken Turbo-Allrader beteiligt sein. Als Testläufe dienten im Frühjahr 2011 drei Rennen im Rahmen der VLN-Langstreckenmeisterschaft.
Seine Teamkollegen waren beim 24-Stunden-Rennen auf der Nordschleife Nürburgring der Wiesbadener Patrick Simon, der Schwede Frederik Ekblom sowie der aktuelle DTM-Piloten Edoardo Mortara. Bei insgesamt zwei Qualifikationssitzungen konnte Thomas Mutsch bereits in der Ersten mit 8.38,598 Minuten die Bestzeit in der Klasse AT herausfahren. Im Gesamtklassement bedeutete dies Startplatz 27 direkt vor dem Schwesterfahrzeug von Peter Terting, Nicki Thiim, Franck Mailleux und René Rast.
Als Edoardo Mortara am Rennsamstag gegen 22:15 Uhr bei der Einfahrt in die Boxengasse zunächst mit einem anderen Fahrzeug und im Anschluss frontal mit der Streckenbegrenzung kollidierte, war das 24-Stunden-Rennen für Thomas Mutsch und seinen Rennfahrerkollegen frühzeitig zu Ende. Zwischenzeitlich hatte Lambda Performance die Konkursmasse von Match übernommen und startete am Ende des Jahres mit einem Ford GT im ADAC GT Masters, Mutsch teilte sich im Sessionfinale das Fahrzeug mit Nicki Thiim. Mit einem Ausfall und einen 21. Rang blieb der Erfolg jedoch aus.
Anfang 2015 wurde Thomas Mutsch als Pilot für das exklusive Projekt SCG 003 der Scuderia Cameron Glickenhaus verpflichtet. Hinter dem Projekt steht der US-Amerikaner James Glickenhaus, der den neuentwickelten GT-Rennwagen „SCG 003c“ erstmals 2015 auf dem Genfer Auto Salon präsentierte. Zur Vorbereitung auf das 24-Stunden-Rennen 2015 auf dem Nürburgring dienten dem SCG-Team mehrere Entwicklungstests sowie drei Testrennen in der VLN 2015. Fahrer Thomas Mutsch war aufgrund seiner langjährigen Nordschleifen-Kenntnisse dabei wertvoller Ratgeber und errang unter anderem beim siebten VLN-Lauf den Sieg in der Klasse SP-X (mit seinen Teamkollegen Jeff Westphal und Andreas Simonssen).
Beim 24-Stunden-Rennen auf dem Nürburgring 2015 selbst konnte Mutsch jedoch nicht starten, da nach einem Unfall seines Teamkollegen Ken Dobson im ersten Qualifying das Auto irreparabel beschädigt wurde. Für 2016 ist nach weiteren Testrennen, u. a. der zweite VLN-Lauf, wo Mutsch mit seinen Rennkollegen Jeff Westphal und Andreas Simonsen die Klasse SP-X gewann, erneut die Teilnahme am 24-Stunden-Rennen auf dem Nürburgring anvisiert.

## Statistik

### Karrierestationen
- 1995–1997: Deutsche Formel Renault Meisterschaft (2× Vizemeister)
- 1998–2000: Deutscher Formel-3-Cup (2. Platz beim Marlboro Masters in Zandvoort)
- 2001–2003: V8-Star (Vizemeister)
- 2004: BRL V6
- 2007–2009: FIA GT3-Europameisterschaft (Vizemeister 2008)
- 2009: FIA-GT-Meisterschaft
- 2010: FIA-GT1-Weltmeisterschaft (Vizeweltmeister)
- 2010: Teilnahme am 24-Stunden-Rennen von Le Mans
- 2011: Werkseinsatz mit VW beim 24-Stunden-Rennen auf dem Nürburgring
- 2012–2013: Werkseinsatz mit Audi bei VLN-Langstreckenmeisterschaft und 24-Stunden-Rennen auf dem Nürburgring
- 2015–2016: VLN-Langstreckenmeisterschaft und 24-Stunden-Rennen auf dem Nürburgring für Scuderia Cameron Glickenhaus

### Le-Mans-Ergebnisse
| Jahr | Team               | Fahrzeug | Teamkollege     | Teamkollege      | Platzierung | Ausfallgrund |
| ---- | ------------------ | -------- | --------------- | ---------------- | ----------- | ------------ |
| 2010 | Matech Competition | Ford GT1 | Romain Grosjean | Jonathan Hirschi | Ausfall     | Unfall       |